# Vittorio Brambilla

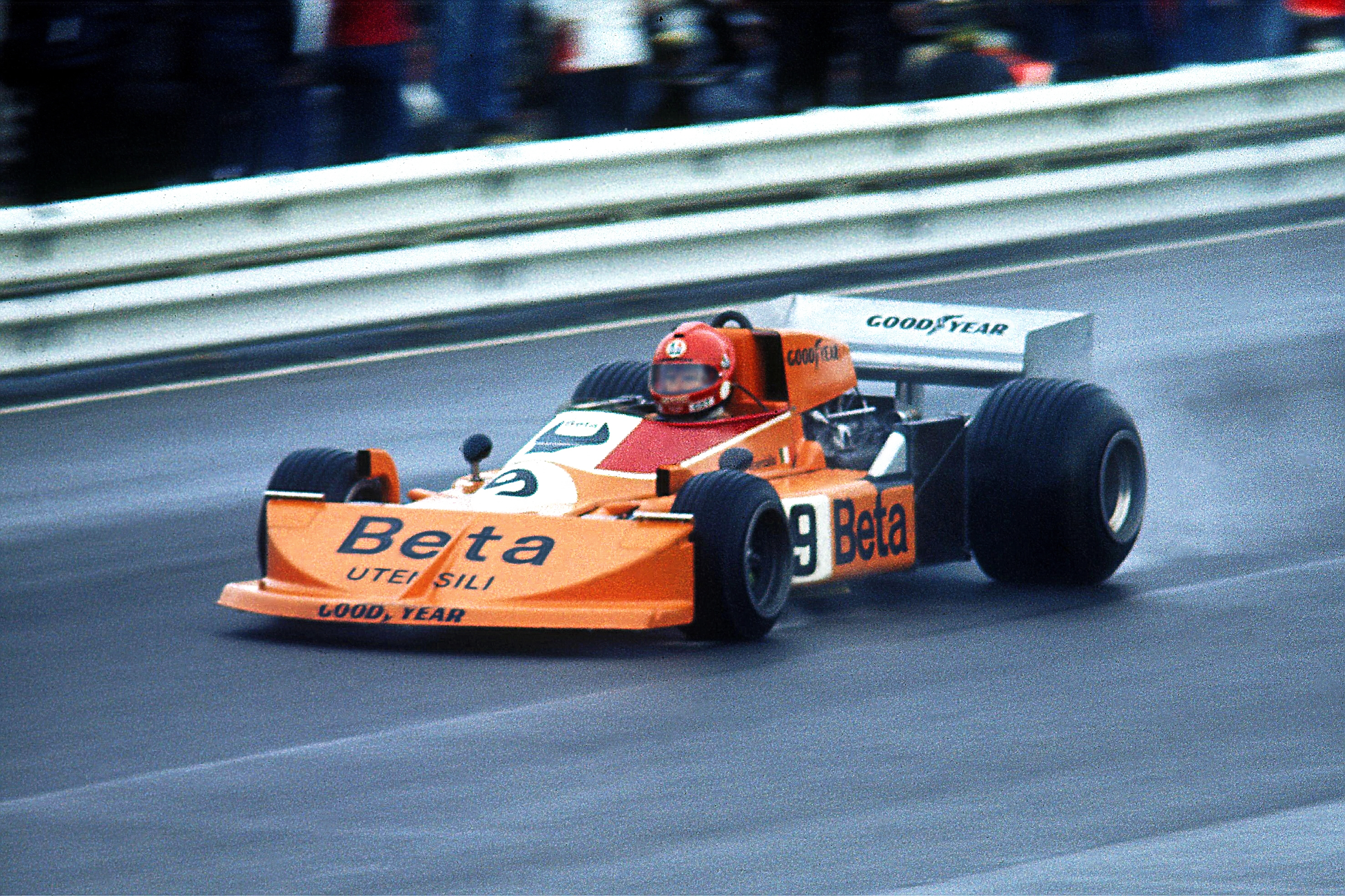
Vittorio Brambilla im March-Ford 761 beim Training zum Großen Preis von Deutschland 1976

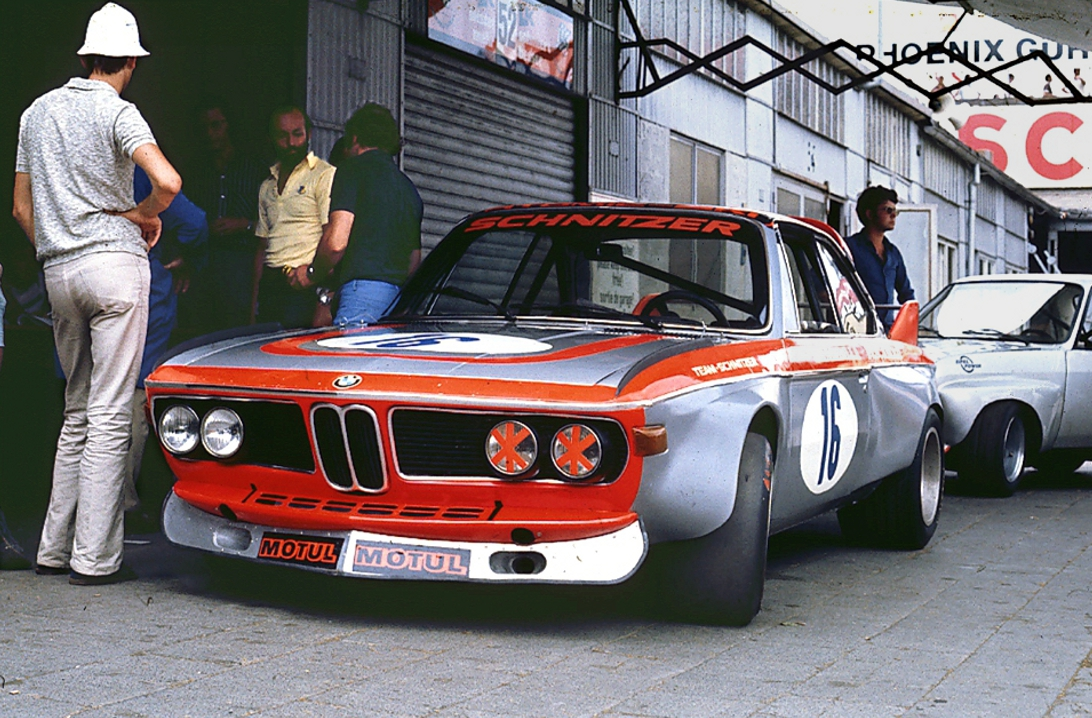
Die BMW-Fahrer Henri Pescarolo (gelbes Hemd) und Vittorio Brambilla im Gespräch bei der Technischen Abnahme 1973 am Nürburgring

Vittorio Brambilla (* 11. November 1937 in Monza; † 26. Mai 2001 ebenda) war ein italienischer Motorrad- und Automobilrennfahrer. Er startete von 1974 bis 1980 in 74 Formel-1-Grand-Prix-Rennen und erreichte einen Grand-Prix-Sieg, je einmal die Pole-Position und die schnellste Rennrunde sowie 15,5 Weltmeisterschaftspunkte. Sein drei Jahre älterer Bruder Ernesto war ebenfalls im Rennsport aktiv.

## Leben und Karriere
Brambilla wuchs nicht weit vom Autodromo Nazionale di Monza auf, wo sein Vater eine Autowerkstatt betrieb, in der er wie auch sein Bruder eine Lehre machte und Mechaniker wurde. Ernesto begann bereits als 19-Jähriger mit dem Motorsport. Vittorio folgte etwa fünf Jahre später und gab den Alpinen Skisport auf, der ihm zu gefährlich geworden war. 1959 gewann der die Go-Kart-Weltmeisterschaft. Ab 1962 fuhr er Motorradrennen. 1969 startete Brambilla beim 500-cm³-Lauf um den Großen Preis der Nationen in Imola auf einer Paton bei einem Weltmeisterschaftslauf und belegte dabei den zwölften Platz. Außerdem arbeitete er als Rennmechaniker seines Bruders. Von Ernesto übernahm er dessen schon älteren Formel-3-Wagen, mit dem er 1968 und 1969 italienischer Vizemeister wurde.

### Formel 2 und Tourenwagen
Nachdem sich Ferrari Mitte 1969 aus der Formel 2 zurückgezogen hatte, kam es zur Gründung der Scuderia „Ala d’oro“ („goldener Flügel“) mit Alessandro Angeleri als Teammanager, Ernesto Brambilla als Koordinator, Fahrer Nummer 1, Testpilot und Mechaniker in einer Person sowie Vittorio Brambilla als Fahrer Nummer 2. Die Fahrzeuge waren zwei Brabham BT30. Beide Fahrer fielen durch oft rücksichtslose und ruppige Fahrweise auf, und insbesondere Vittorio Brambilla neigte zu vielen Unfällen und Kollisionen, so z. B. 1971 beim Eifelrennen auf dem Nürburgring, als er im Streckenabschnitt Kallenhard von der Strecke abkam und eine Zuschauerin tödlich verletzte, die sich in einer Sperrzone aufgehalten hatte. Die Schuldfrage unmittelbar nach einem Unfall versuchten die beiden mitunter in einer handgreiflichen Auseinandersetzung mit dem Kontrahenten zu klären.
Als 1972 der Geldgeber für das Formel-2-Projekt ausfiel, stieg Vittorio Brambilla als Werksfahrer von Moto Guzzi noch einmal für kurze Zeit auf das Motorrad um, fuhr jedoch 1973 mit Unterstützung des Werkzeugherstellers Beta einen March-732-BMW in der Formel 2. Auf einem BMW Schnitzer CSL war er außerdem in der Tourenwagen-Europameisterschaft aktiv. Als Partner von Henri Pescarolo startete er unter anderem im Juli beim Großen Preis der Tourenwagen auf dem Nürburgring. Im Training belegte er Platz 7, nachdem er einige Mal die Leitplanken touchiert hatte und wegen der Reparaturen am Wagen länger pausieren musste. Im Rennen fiel er nach einem Unfall im Streckenabschnitt Metzgesfeld aus.

### Formel 1
1974 kam Vittorio Brambilla, im Alter von 36 Jahren, zu March in die Formel 1. Schon bald machte er sich einen Namen in der Formel 1 als ein schneller Fahrer, der jedoch weiterhin viele Unfälle hatte, sodass er in der Folgezeit mit Namen wie „Vittorio der Schreckliche“ bedacht wurde. In der Saison 1976 sollen es 40 Crashs in Trainings- und Rennläufen gewesen sein. Den Beinamen „Gorilla von Monza“ erhielt er wegen seines kräftigen Körperbaus. Abseits der Rennstrecken war Brambilla aber ein ruhiger, ausgeglichener Mensch und im Fahrerlager sehr beliebt.
Brambillas große Stunde kam beim verregneten und abgebrochenen Grand Prix von Österreich 1975 in Spielberg, den er nach vorzeitigem Abbruch völlig überraschend gewann. Bei der Zieldurchfahrt riss er beide Arme in die Höhe, wodurch er gegen die Leitplanke fuhr und die Ehrenrunde mit einem ramponierten Auto absolvierte. 1977 wechselte er für zwei Jahre in das Team von John Surtees, für das er einige großartige Rennen bestritt. 1978 wurde er ein Opfer der Startkollision beim Großen Preis von Italien in Monza, die den Schweden Ronnie Peterson das Leben kostete. Brambilla wurde von einem durch die Luft fliegenden Rad am Kopf getroffen und lebensgefährlich verletzt. Dennoch kehrte er 1979 und 1980 sporadisch für Alfa Romeo, für die er schon früher getestet hatte, in die Formel 1 zurück, bevor er nach dem Großen Preis von Italien 1980 in Imola zurücktrat. Nach seinem Rücktritt führte er seine Autowerkstätte in Monza weiter und fungierte jahrelang als Motorradbegleitfahrer beim Giro d’Italia.
Außerhalb der Formel 1 nahm er an Sport- und Tourenwagenrennen teil und gewann 1977 auf Alfa Romeo Tipo 33SC12 die Sportwagen-Weltmeisterschaft.

### Privates
Vittorio Brambilla starb im Alter von 63 Jahren an einem Herzinfarkt, als er in seinem Garten den Rasen mähte. Er war seit 1962 verheiratet und hatte eine Tochter und zwei Söhne.

## Sonstiges
Die österreichische Experimentalpop-Band Gelée Royale widmete Brambilla auf ihrer CD Wir schießen nicht daneben (2002) einen Song mit dem Titel Vittorio Brambilla, der Text stammt von Martin Amanshauser.

## Statistik

### Statistik in der Automobil-Weltmeisterschaft
Diese Statistik umfasst alle Teilnahmen des Fahrers an der Automobil-Weltmeisterschaft, die heutzutage als Formel-1-Weltmeisterschaft bezeichnet wird.

#### Grand-Prix-Siege
- 1975  Großer Preis von Österreich (Spielberg)

#### Einzelergebnisse
| Saison | 1   | 2   | 3   | 4   | 5   | 6   | 7   | 8   | 9   | 10  | 11  | 12  | 13  | 14  | 15  | 16 | 17 |
| ------ | --- | --- | --- | --- | --- | --- | --- | --- | --- | --- | --- | --- | --- | --- | --- | -- | -- |
| 1974   |     |     |     |     |     |     |     |     |     |     |     |     |     |     |     |    |    |
|        |     | 10  | DNS | 9   | DNF | 10* | 10  | 11  | DNF | 13  | 6   | DNF | DNQ | DNF |     |    |    |
| 1975   |     |     |     |     |     |     |     |     |     |     |     |     |     |     |     |    |    |
| 9      | DNF | DNF | 5   | DNF | DNF | DNF | DNF | DNF | 6   | DNF | 1   | DNF | 7   |     |     |    |    |
| 1976   |     |     |     |     |     |     |     |     |     |     |     |     |     |     |     |    |    |
| DNF    | 8   | DNF | DNF | DNF | DNF | 10  | DNF | DNF | DNF | DNF | 6   | 7   | 14  | DNF | DNF |    |    |
| 1977   |     |     |     |     |     |     |     |     |     |     |     |     |     |     |     |    |    |
| 7*     | DNF | 7   | DNF | DNF | 8   | 4   | DNF | 13  | 8   | 5   | 15  | 12* | DNF | 19  | 6*  | 8  |    |
| 1978   |     |     |     |     |     |     |     |     |     |     |     |     |     |     |     |    |    |
| 18     | DNQ | 12  | DNF | DNQ | 13* | 7   | DNF | 17  | 9   | DNF | 6   | DSQ | DNF |     |     |    |    |
| 1979   |     |     |     |     |     |     |     |     |     |     |     |     |     |     |     |    |    |
|        |     |     |     |     |     |     |     |     |     |     |     | 12  | DNF | DNQ |     |    |    |
| 1980   |     |     |     |     |     |     |     |     |     |     |     |     |     |     |     |    |    |
|        |     |     |     |     |     |     |     |     |     | DNF | DNF |     |     |     |     |    |    |

| Legende  | Legende            | Legende                                                          |
| Farbe    | Abkürzung          | Bedeutung                                                        |
| -------- | ------------------ | ---------------------------------------------------------------- |
| Gold     | –                  | Sieg                                                             |
| Silber   | –                  | 2. Platz                                                         |
| Bronze   | –                  | 3. Platz                                                         |
| Grün     | –                  | Platzierung in den Punkten                                       |
| Blau     | –                  | Klassifiziert außerhalb der Punkteränge                          |
| Violett  | DNF                | Rennen nicht beendet (did not finish)                            |
| Violett  | NC                 | nicht klassifiziert (not classified)                             |
| Rot      | DNQ                | nicht qualifiziert (did not qualify)                             |
| Rot      | DNPQ               | in Vorqualifikation gescheitert (did not pre-qualify)            |
| Schwarz  | DSQ                | disqualifiziert (disqualified)                                   |
| Weiß     | DNS                | nicht am Start (did not start)                                   |
| Weiß     | WD                 | zurückgezogen (withdrawn)                                        |
| Hellblau | PO                 | nur am Training teilgenommen (practiced only)                    |
| Hellblau | TD                 | Freitags-Testfahrer (test driver)                                |
| ohne     | DNP                | nicht am Training teilgenommen (did not practice)                |
| ohne     | INJ                | verletzt oder krank (injured)                                    |
| ohne     | EX                 | ausgeschlossen (excluded)                                        |
| ohne     | DNA                | nicht erschienen (did not arrive)                                |
| ohne     | C                  | Rennen abgesagt (cancelled)                                      |
| ohne     | keine WM-Teilnahme |                                                                  |
| sonstige | P/fett             | Pole-Position                                                    |
| sonstige | 1/2/3/4/5/6/7/8    | Punktplatzierung im Sprint-/Qualifikationsrennen                 |
| sonstige | SR/kursiv          | Schnellste Rennrunde                                             |
| sonstige | *                  | nicht im Ziel, aufgrund der zurückgelegten Distanz aber gewertet |
| sonstige | ()                 | Streichresultate                                                 |
| sonstige | unterstrichen      | Führender in der Gesamtwertung                                   |

### Einzelergebnisse in der Sportwagen-Weltmeisterschaft
| Saison | Team                               | Rennwagen                                  | 1   | 2   | 3   | 4   | 5   | 6   | 7   | 8   | 9   | 10  | 11  | 12  | 13  | 14  | 15  | 16  | 17  |
| ------ | ---------------------------------- | ------------------------------------------ | --- | --- | --- | --- | --- | --- | --- | --- | --- | --- | --- | --- | --- | --- | --- | --- | --- |
| 1969   | Corrado Manfredini                 | Porsche 907                                | DAY | SEB | BRH | MON | TAR | SPA | NÜR | LEM | WAT | ZEL |     |     |     |     |     |     |     |
| 1969   | Corrado Manfredini                 | Porsche 907                                | DNF |     |     |     |     |     |     |     |     |     |     |     |     |     |     |     |     |
| 1974   | Osella Autodelta Coombe Autoracing | Abarth-Osella PA2 Alfa Romeo T33 March 74S | MON | SPA | NÜR | IMO | LEM | ZEL | WAT | LEC | BRH | KYA |     |     |     |     |     |     |     |
| 1974   | Osella Autodelta Coombe Autoracing | Abarth-Osella PA2 Alfa Romeo T33 March 74S | DNF |     |     |     |     | 5   |     | 18  |     |     |     |     |     |     |     |     |     |
| 1975   | Jolly Club Kauhsen Racing          | Lola T282 Lola T380 Alfa Romeo T33         | DAY | MUG | DIJ | MON | SPA | PER | NÜR | ZEL | WAT |     |     |     |     |     |     |     |     |
| 1975   | Jolly Club Kauhsen Racing          | Lola T282 Lola T380 Alfa Romeo T33         |     |     |     | DNF |     |     | DNF | 2   |     |     |     |     |     |     |     |     |     |
| 1976   | Lancia Autodelta                   | Lancia Stratos Alfa Romeo T33              | MUG | VAL | NÜR | MON | SIL | IMO | NÜR | ZEL | PER | WAT | MOS | DIJ | DIJ | SAL |     |     |     |
| 1976   | Lancia Autodelta                   | Lancia Stratos Alfa Romeo T33              |     | DNF |     |     |     | 2   |     |     |     |     |     |     |     | DNF |     |     |     |
| 1977   | Autodelta Jolly Club               | Alfa Romeo T33 Porsche 934                 | DAY | MUG | DIJ | MON | SIL | NÜR | VAL | PER | WAT | EST | LEC | MOS | IMO | SAL | BRH | HOK | VAL |
| 1977   | Autodelta Jolly Club               | Alfa Romeo T33 Porsche 934                 |     |     | DNF | 1   | 7   |     | 1   |     |     | 2   | DNF |     | 1   | 1   |     |     |     |
| 1978   | BMW Italia                         | BMW 320                                    | DAY | SEB | MUG | TAL | DIJ | SIL | NÜR | LEM | MIS | DAY | WAT | VAL | ROD |     |     |     |     |
| 1978   | BMW Italia                         | BMW 320                                    |     |     |     | 12  |     |     |     |     |     |     |     |     |     |     |     |     |     |
| 1980   | Torino Corse                       | Osella PA8                                 | DAY | BRH | SEB | MUG | MON | RIV | SIL | NÜR | LEM | DAY | WAT | SPA | MOS | ROA | VAL | DIJ |     |
| 1980   | Torino Corse                       | Osella PA8                                 |     |     |     | DNF | DNF |     | DNF | DNF |     |     |     |     |     |     | DNF | DNF |     |